# ちゅーピー

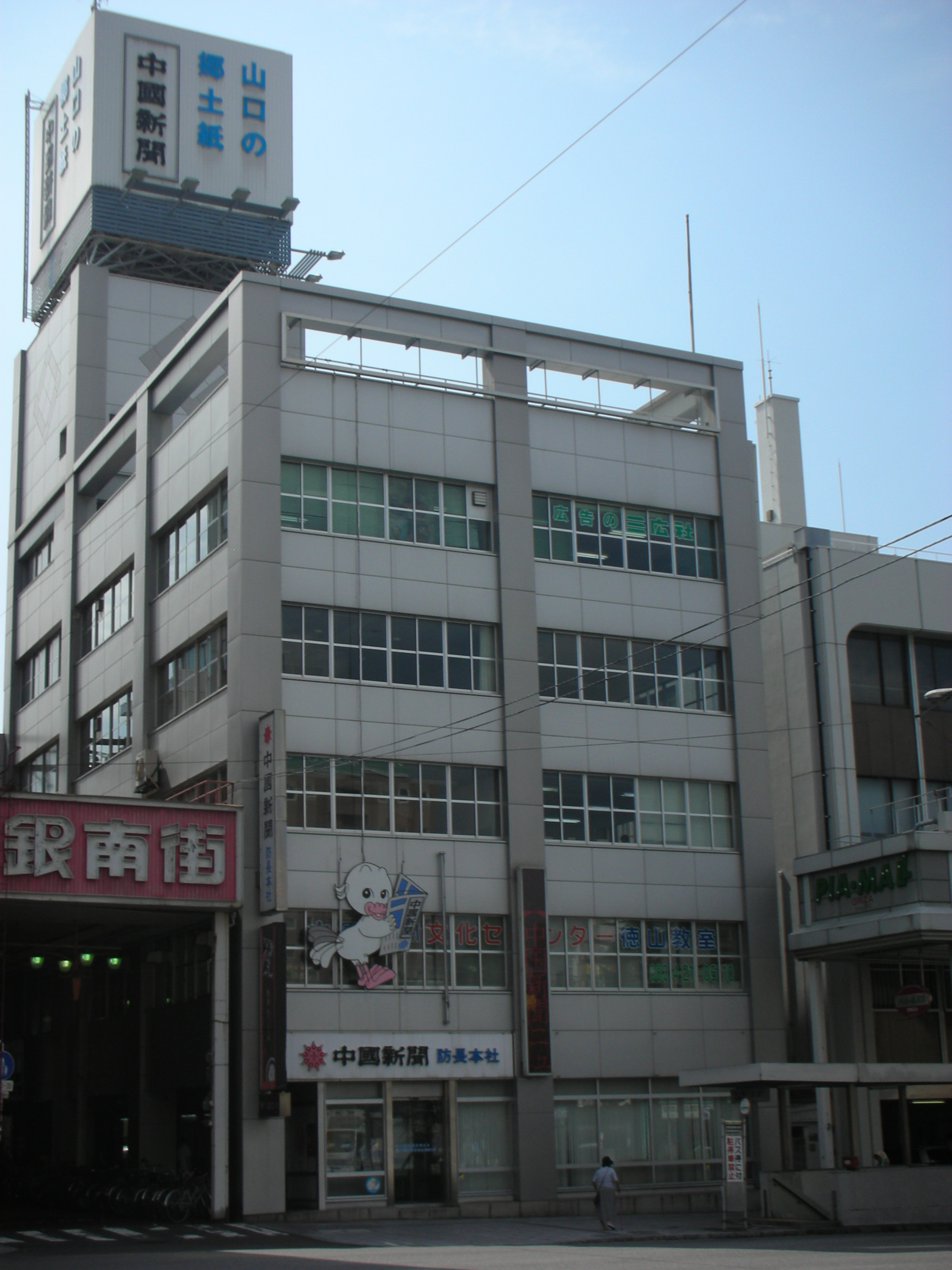
中国新聞防長本社の壁に描かれているマスコットがちゅーピーである。

ちゅーピーは、中国新聞社のマスコットキャラクターであり、ブランドロゴでもある。

## 概要
名前の由来は、平和のシンボルである鳩をモチーフに、「中国新聞」と「ピース（平和）」の音を合わせた造語である。
白い鳩（中国新聞広島本社に隣接する広島平和記念公園に群生している）の姿をしており、中国新聞の紙面上では、1面のクイズコーナー「ちゅーピーと学ぼう！」に登場する。それ以外でも、中国新聞販売店や発行元の中国新聞社に関連する企業、イベントにも登場する。県所属のマスコットである「ブンカッキー」より広島県民の知名度が浸透しているが、企業マスコットということもあり、それ以外の知名度は低く、隠れた広島のマスコットといえる。ただ、全国男子駅伝は、中国新聞社が主催者の一つということもあって、ふるさとキャラクター応援団の団長であり、広島県代表のマスコットも兼ねている。
また、「ちゅーピー」の名を冠した企画が複数存在する（ちゅーピー子ども新聞、ちゅーピーくらぶなど）。
ガールフレンドとして、『ちゅピコ』が存在し、2013年に、中国新聞社系列のケーブルテレビ局（ふれあいチャンネル、ひろしまケーブルテレビ、尾道ケーブルテレビ）の共通マスコットとして登場した。それに伴い、系列のケーブルテレビ局自体も、ちゅピCOMふれあい、ちゅピCOMひろしま（この2社は合併して現在のちゅピCOM）、ちゅピCOMおのみちに社名を変更した。従って、社名の「ちゅピCOM」のネーミングは、ちゅピコが由来となっている。
ちゅーピーおよびちゅピコの関連物は中国新聞社の登録商標。